# 中嶋みさ
中嶋 みさ（なかしま みさ、3月27日 - ）は、関東地方を拠点に活動している日本のフリーアナウンサー。オフィスケイアール所属。

## 来歴
東京都武蔵野市出身。武蔵野女子学院高等学校、武蔵野女子大学文学部英文学科卒業。ミス・フェアレディの元メンバーでもある。
オフィスケイアールへの所属後には、主にリポーターやラジオパーソナリティとして活動。また、アクセサリーデザイナーとしても活動している。当初は清水 みさ（しみず みさ）名義で活動していたが、2003年秋に中嶋 みさと改名した。

## 人物
趣味はウェブサイト作成とアクセサリー作り。インターネット黎明期の1998年5月から自作の公式サイトを公開していた。

## 出演

### テレビ番組
- ハンマープライス（関西テレビ、1997年 - 1998年） - アシスタント
- HAMA大国（テレビ神奈川） - リポーター
- 爽快！稲川淳二のなんでもバリアフリー（スカイA） - アシスタント
- かながわ美ロード（横浜ケーブルビジョン） - ナレーター
- ジャスト（TBS） - リポーター
- 必見！家づくりのヒント（ケーブルテレビ足立） - リポーター
- あつまれサークル仲間（ケーブルテレビ足立） - リポーター
- 痛快!買い物ランドSHOPJIMA（テレビ東京ほか） - コメンテーター、「ショップ島インフォマーシャル」のキャスター
- ENJOY THE GAME（ゴルフネットワーク） - アシスタント
- 1230アッと!!ハマランチョ（テレビ神奈川） - 「週間ハウジング情報館」リポーター
- ワンダーナイト（BS朝日） - リポーター
- ルノーエンジョイドライブ（旅チャンネル） - リポーター
- dsn TV（BS-i） - ナビゲーター
- プロ野球観戦！全国スタジアム巡り（旅チャンネル、2007年） - リポーター
- ものスタMOVE → ものスタ（テレビ東京） - 金曜リポーター
- 7スタLIVE（テレビ東京） - リポーター
- わくわくショッピング（イッツコム） - 商品アドバイザー
- ありがとッ!（テレビ神奈川） - 「櫻井幸雄の21世紀マンションセレクト講座」リポーター
- 噂の通販リサーチ社（BS/CSほか） - コメンテーター
- ジャパンクオリティ BARCOSセレクション（BS/CSほか） - コメンテーター
- ミッドナイトマルシェ（テレビ朝日）[7]
- ぜひモノ（TBS）[7]
- おうちde買いまSHOW（BS/CSほか） - MC
- 売れ筋解明！買いたい新書（BS/CSほか） - リポーター

### ラジオ番組
- 遠藤理のボン・ディマンシュ（茨城放送、1998年[2] - ） - アシスタント
- テレポート24（ラジオたんぱ、1999年[2] - ） - パーソナリティ
- いってらっしゃ〜い!（ラジオ日本） - パーソナリティ
- さてはとことん恭ノ介（茨城放送、2006年 - 2007年） - アシスタント
- iiasつくば トーキングモール（茨城放送、2008年 - 2009年） - アシスタント
- weekday  shuffle （むさしのfm、2023年 - 2025年） - パーソナリティ

### ビデオパッケージ
- 未来を拓く北関東自動車道（国土交通省） - キャスター
- 薬事法・訪問販売法について - キャスター

### ウェブサイト
- NIKKEI NET 日経住宅サーチ（日本経済新聞社） - 「BB REPORT」リポーター
- 東京インターナショナル・ギフト・ショー 2008（ビジネスガイド社） - リポーター